# واچ‌سنت‌لاسلو
واچ‌سنت‌لاسلو (به مجاری:  Vácszentlászló) یک منطقهٔ مسکونی در مجارستان است که در ناحیه گودوللو واقع شده‌است. واچ‌سنت‌لاسلو ۲۹٫۸۷ کیلومتر مربع مساحت دارد.